# Fußball-Europameisterschaft 2008/Statistik
Dieser Artikel gibt einen Überblick über die Rekorde und Statistiken zur Fußball-Europameisterschaft 2008.

## Abschlusstabelle EM 2008
| Rang | Mannschaft   | Spiele | Siege | Unentschieden | Niederlagen | Tore | Tordifferenz | Punkte |
| ---- | ------------ | ------ | ----- | ------------- | ----------- | ---- | ------------ | ------ |
| 1    | Spanien      | 6      | 5     | 1             | 0           | 12:3 | +9           | 16     |
| 2    | Deutschland  | 6      | 4     | 0             | 2           | 10:7 | +3           | 12     |
| 3    | Türkei       | 5      | 2     | 1             | 2           | 8:9  | −1           | 7      |
| 4    | Russland     | 5      | 2     | 1             | 2           | 7:8  | −1           | 7      |
| 5    | Niederlande  | 4      | 3     | 1             | 0           | 10:4 | +6           | 10     |
| 6    | Kroatien     | 4      | 3     | 1             | 0           | 5:2  | +3           | 10     |
| 7    | Portugal     | 4      | 2     | 0             | 2           | 7:6  | +1           | 6      |
| 8    | Italien      | 4      | 1     | 2             | 1           | 3:4  | −1           | 5      |
| 9    | Schweiz      | 3      | 1     | 0             | 2           | 3:3  | ±0           | 3      |
| 10   | Schweden     | 3      | 1     | 0             | 2           | 3:4  | −1           | 3      |
| 11   | Tschechien   | 3      | 1     | 0             | 2           | 4:6  | −2           | 3      |
| 12   | Rumänien     | 3      | 0     | 2             | 1           | 1:3  | −2           | 2      |
| 13   | Österreich   | 3      | 0     | 1             | 2           | 1:3  | −2           | 1      |
| 14   | Polen        | 3      | 0     | 1             | 2           | 1:4  | −3           | 1      |
| 15   | Frankreich   | 3      | 0     | 1             | 2           | 1:6  | −5           | 1      |
| 16   | Griechenland | 3      | 0     | 0             | 3           | 1:5  | −4           | 0      |

Anmerkung: Entscheidend für die Reihenfolge ist die erreichte Runde (Sieger, Finalist, Halbfinale, Viertelfinale, Gruppenphase). Im Elfmeterschießen entschiedene Spiele werden als Remis gewertet.

## Spieler
- Ältester Spieler: Ivica Vastić (Österreich) mit 38 Jahren und 257 Tagen (2 Einsätze)
- Jüngster Spieler: Eren Derdiyok (Schweiz) mit 19 Jahren und 361 Tagen (3 Einsätze)

## Torschützen
- Erster Torschütze: Václav Svěrkoš (Tschechien) im Eröffnungsspiel gegen Co-Gastgeber Schweiz
- Jüngster Torschütze: Cesc Fàbregas (Spanien) mit 21 Jahren und 37 Tagen
- Ältester Torschütze: Ivica Vastić mit 38 Jahren und 257 Tagen – bis heute ältester EM-Torschütze (Stand: vor der EM 2021)
- Schnellster Torschütze: Luka Modrić (Kroatien) nach 3:34 Minuten 2008 im Spiel Österreich – Kroatien  bis 2016 schnellstes EM-Tor per Strafstoß
- Xavi (Spanien) erzielte mit dem Tor zum 1:0-Führung (Endstand 3:0) im Halbfinale gegen Russland das 500. EM-Tor

## Torschützenliste
| Rang | Spieler                | Tore |
| ---- | ---------------------- | ---- |
| 1    | David Villa            | 4    |
| 2    | Lukas Podolski         | 3    |
|      | Roman Pawljutschenko   | 3    |
|      | Hakan Yakin            | 3    |
|      | Semih Şentürk          | 3    |
| 6    | Michael Ballack        | 2    |
|      | Miroslav Klose         | 2    |
|      | Bastian Schweinsteiger | 2    |
|      | Ivan Klasnić           | 2    |
|      | Wesley Sneijder        | 2    |
|      | Ruud van Nistelrooy    | 2    |
|      | Robin van Persie       | 2    |
|      | Andrei Arschawin       | 2    |
|      | Zlatan Ibrahimović     | 2    |
|      | Daniel Güiza           | 2    |
|      | Fernando Torres        | 2    |
|      | Arda Turan             | 2    |
|      | Nihat Kahveci          | 2    |

| Rang | Spieler                  | Tore |
| ---- | ------------------------ | ---- |
| 19   | Philipp Lahm             | 1    |
|      | Thierry Henry            | 1    |
|      | Angelos Charisteas       | 1    |
|      | Daniele De Rossi         | 1    |
|      | Christian Panucci        | 1    |
|      | Andrea Pirlo             | 1    |
|      | Luka Modrić              | 1    |
|      | Ivica Olić               | 1    |
|      | Darijo Srna              | 1    |
|      | Giovanni van Bronckhorst | 1    |
|      | Dirk Kuyt                | 1    |
|      | Arjen Robben             | 1    |
|      | Klaas-Jan Huntelaar      | 1    |
|      | Ivica Vastić             | 1    |
|      | Roger Guerreiro          | 1    |
|      | Deco                     | 1    |
|      | Nuno Gomes               | 1    |
|      | Raúl Meireles            | 1    |

| Rang | Spieler             | Tore |
| ---- | ------------------- | ---- |
| 19   | Pepe                | 1    |
|      | Hélder Postiga      | 1    |
|      | Ricardo Quaresma    | 1    |
|      | Cristiano Ronaldo   | 1    |
|      | Adrian Mutu         | 1    |
|      | Konstantin Syrjanow | 1    |
|      | Dmitri Torbinski    | 1    |
|      | Petter Hansson      | 1    |
|      | Cesc Fàbregas       | 1    |
|      | Rubén de la Red     | 1    |
|      | David Silva         | 1    |
|      | Xavi                | 1    |
|      | Libor Sionko        | 1    |
|      | Václav Svěrkoš      | 1    |
|      | Jan Koller          | 1    |
|      | Jaroslav Plašil     | 1    |
|      | Uğur Boral          | 1    |

Torschützenkönig des gesamten Wettbewerbs wurde der Nordire David Healy mit 13 Toren, die er allerdings nur in der Qualifikation erzielte, da sich Nordirland nicht für die Endrunde qualifizieren konnte.

## Trainer
- Jüngster Trainer: Slaven Bilić (Kroatien) mit 39 Jahren und 271 Tagen
- Ältester Trainer: Luis Aragonés (Spanien) mit 69 Jahren und 337 Tagen – ältester Trainer eines Europameisters
- Erste Platzverweise für Trainer: Josef Hickersberger und Joachim Löw am 16. Juni 2008 in der 41. Minute des Spiels Österreich – Deutschland. Löw dufte im anschließenden Viertelfinale gegen Portugal nicht von der Bank coachen.
- Guus Hiddink war der erste Trainer, der für zwei Verbände coachte: 1996 mit den Niederlanden, 2008 mit Russland

## Qualifikation
Alle 52 Mitgliedsverbände wollten an der EM teilnehmen. Da Österreich und die Schweiz als Co-Gastgeber automatisch qualifiziert waren, standen für die übrigen 50 UEFA-Mitglieder noch 14 Plätze zur Verfügung, um die in einer Achter- und sechs Siebener-Gruppen gespielt wurde. Die Gruppensieger und Gruppenzweiten waren qualifiziert. Von den vorherigen Europameistern konnten sich Griechenland, Italien, Spanien und Tschechien als Gruppensieger; Deutschland, Frankreich, die Niederlande und Russland als Gruppenzweite qualifizieren. Lediglich Dänemark scheiterte als Gruppenvierter. Von den Teilnehmern der letzten EM scheiterten Bulgarien und England (als Gruppendritte) sowie Lettland (als Gruppenfünfter). Keine Mannschaft konnte alle Spiele gewinnen, die meisten Siegen gelangen Titelverteidiger Griechenland (10 in 12 Spielen). Andorra und San Marino verloren alle 12 Spiele. Deutschland schoss die meisten Tore (35). Bester Torschütze der Qualifikation war David Healy (Nordirland) mit 13 Toren. Erstmals konnte sich Polen qualifizieren. Zudem nahm Österreich als Co-Gastgeber erstmals teil, womit Österreich nach Schweden (1992) die zweite Mannschaft war, die sich bei der ersten Endrundenteilnahme nicht sportlich qualifizieren musste.

## Fortlaufende Rangliste
| Rang | Mannschaft                      | Teilnahmen | Spiele | Siege | Unentschieden | Niederlagen | Tore  | Tordifferenz | Punkte |
| ---- | ------------------------------- | ---------- | ------ | ----- | ------------- | ----------- | ----- | ------------ | ------ |
| 1    | Deutschland (=)                 | 10         | 38     | 19    | 10            | 9           | 55:39 | +16          | 67     |
| 2    | Niederlande (=)                 | 8          | 32     | 17    | 9             | 6           | 55:32 | +23          | 60     |
| 3    | Frankreich (=)                  | 7          | 28     | 14    | 7             | 7           | 46:34 | +12          | 49     |
| 4    | Spanien ↑3                      | 8          | 30     | 13    | 9             | 8           | 38:31 | +7           | 48     |
| 5    | Italien ↓1                      | 7          | 27     | 11    | 12            | 4           | 27:18 | +9           | 45     |
| 6    | Portugal (=)                    | 5          | 23     | 12    | 4             | 7           | 34:22 | +12          | 40     |
| 7    | Tschechoslowakei/ Tschechien ↓2 | 7          | 25     | 11    | 5             | 9           | 36:32 | +4           | 38     |
| 8    | Sowjetunion/ GUS/ Russland (=)  | 9          | 27     | 11    | 5             | 11          | 31:36 | −5           | 38     |
| 9    | England (=)                     | 7          | 23     | 7     | 7             | 9           | 31:28 | +3           | 28     |
| 10   | Dänemark (=)                    | 7          | 24     | 6     | 6             | 12          | 26:38 | −12          | 24     |
| 11   | Kroatien ↑4                     | 3          | 11     | 5     | 3             | 3           | 14:13 | +1           | 18     |
| 12   | Schweden↓1                      | 4          | 14     | 4     | 5             | 5           | 19:16 | +3           | 17     |
| 13   | Griechenland ↓1                 | 3          | 12     | 4     | 2             | 6           | 9:13  | −4           | 14     |
| 14   | Belgien ↓1                      | 4          | 12     | 4     | 2             | 6           | 13:20 | −7           | 14     |
| 15   | Türkei ↑5                       | 3          | 12     | 3     | 2             | 7           | 11:18 | −7           | 11     |
| 16   | Jugoslawien/ BR Jugoslawien ↓2  | 5          | 14     | 3     | 2             | 9           | 22:39 | −17          | 11     |
| 17   | Schottland ↓1                   | 2          | 6      | 2     | 1             | 3           | 4:5   | −1           | 7      |
| 18   | Rumänien ↓1                     | 4          | 13     | 1     | 4             | 8           | 8:17  | −9           | 7      |
| 19   | Schweiz ↑5                      | 3          | 9      | 1     | 2             | 6           | 5:13  | −8           | 5      |
| 20   | Irland ↓2                       | 1          | 3      | 1     | 1             | 1           | 2:2   | ±0           | 4      |
| 21   | Norwegen ↓2                     | 1          | 3      | 1     | 1             | 1           | 1:1   | ±0           | 4      |
| 22   | Bulgarien ↓1                    | 2          | 6      | 1     | 1             | 4           | 4:13  | −9           | 4      |
| 23   | Ungarn ↓1                       | 2          | 4      | 1     | 0             | 3           | 5:6   | −1           | 3      |
| 24   | Slowenien ↓1                    | 1          | 3      | 0     | 2             | 1           | 4:5   | −1           | 2      |
| 25   | Österreich (N)                  | 1          | 3      | 0     | 1             | 2           | 1:3   | −2           | 1      |
| 26   | Polen (N)                       | 1          | 3      | 0     | 1             | 2           | 1:4   | −3           | 1      |
| 27   | Lettland ↓2                     | 1          | 3      | 0     | 1             | 2           | 1:5   | −4           | 1      |

Anmerkungen: Kursiv gesetzte Mannschaften waren 2008 nicht dabei, fett gesetzte Mannschaft gewann das Turnier. Das 1968 durch Losentscheid entschiedene Halbfinale zwischen Italien und der UdSSR wird in dieser Tabelle als Remis gewertet – ebenso alle in Elfmeterschießen entschiedene Spiele.

## Besonderheiten
- Zum ersten Mal konnte der qualifizierte Titelverteidiger keinen Punkt gewinnen
- Iker Casillas (Spanien) konnte als erster Torhüter in einem EM-Elfmeterschießen zwei Elfmeter halten.
- Deutschland spielte zum fünften Mal gegen den Gastgeber, aber erstmals in der Gruppenphase
- Zwischen diesem und dem ersten Titelgewinn von Spanien lagen 44 Jahre, die bisher größte Spanne zwischen zwei Titeln (zuvor 16 Jahre bei Frankreich  zwischen 1. und 2., bzw. zwischen dem 2. und 3. Titel für Deutschland)
- Die UdSSR bzw. Russland spielte zum neunten Mal gegen den späteren Europameister (1964, 1968, 1972, 1988 (2×), 1996, 2004, 2008 (2×)) – so oft wie keine andere Mannschaft
- Spanien benötigte die meisten Spiele um Europameister zu werden: 12 Qualifikations- und sechs Endrundenspiele.
- Spanien konnte während der EM-Endrunde 6 Siege feiern (inkl. einem Sieg im Elfmeterschießen) und startete damit die längste Serie ohne Niederlagen: zwischen 2008 und 2016 gelangen 14 Spiele ohne Niederlage. Dabei wurde aber das vierte und elfte Spiel der Serie im Elfmeterschießen gewonnen.
- Das 3:0 der Spanier im Halbfinale gegen Russland ist einer der drei höchsten Halbfinalsiege (zudem UdSSR gegen Tschechoslowakei 1960 und UdSSR gegen Dänemark 1964)